# Нова Чара
Нова Ча́ра (рос. Новая Чара) — селище міського типу, центр Каларського округу Забайкальського краю, Росія.

## Населення
Населення — 4315 осіб (2010; 4693 у 2002).

## Інфраструктура
- Новочарська середня загальноосвітня школа № 2 ім. Героя Росії Ігоря Молдованова
- Дитячий садок «Берізка»
- Новочарська дитяча школа мистецтв
- Будинок дитячої творчості
- Каларський історико-краєзнавчий музей
- Бібліотека міського поселення «Новочарське»
- НУОЗ Вузлова поліклініка на станції Нова Чара
- Поліклініка ДУЗ Каларська ЦРЛ
- Залізничний вокзал
- ОМВС Росії «Каларське»
- Пожежна частина